# La Nuit de Saint-Germain-des-Prés (film)
Cet article concerne le film. Pour l'article sur le roman, voir La Nuit de Saint-Germain-des-Prés.
Pour plus de détails, voir Fiche technique et Distribution.
La Nuit de Saint-Germain-des-Prés est un film français réalisé par Bob Swaim, sorti en 1977, adapté du roman éponyme de Léo Malet.

## Fiche technique
- Titre : La Nuit de Saint-Germain-des-Prés
- Réalisation : Bob Swaim, assisté de Michel Leroy
- Scénario et adaptation : Bob Swaim, Alain Petit, Robert Rea
- Dialogues : Pierre Fabre
- Musique : Christian Gaubert et Mort Shuman
- Société de production :
- Pays de production :  France
- Langue : français
- Genre : policier
- Durée : 84 minutes
- Dates de sortie :  
  - France : 1er juin 1977

## Distribution
- Michel Galabru : Nestor Burma
- Mort Shuman : Germain
- Daniel Auteuil : Rémy
- Chantal Dupuy : Taxi
- Annick Alane : Hélène
- Manuela Gourary : Marcelle
- Alain Mottet : le journaliste
- Gabriel Jabbour : le policier
- Jean Rougerie : le capitaine
- Pierre Frag : le client du bar au journal
- Fanny Cottençon : une fille de la bande